# You Only Live Once (1937)
You Only Live Once (bra: Vive-se uma Só Vez; prt: Só Vivemos uma Vez) é um filme estadunidense de 1937, do gênero policial noir, dirigido por Fritz Lang.

## Elenco
- Henry Fonda.... Eddie Taylor
- Sylvia Sidney.... Joan Graham Taylor
- Barton MacLane.... Stephen Whitney
- Jean Dixon.... Bonnie Graham
- William Gargan.... padre Dolan
- Jerome Cowan.... Dr. Hill
- Charles 'Chic' Sale.... Ethan
- Margaret Hamilton.... Hester
- Warren Hymer.... Buggsy